# 생영초등학교 봉선분교
생영초등학교 봉선분교는 대한민국 전라남도 완도군 생일면 용출2길 26(봉선리)에 있었던 초등학교 분교이다.

## 연혁
- 일자미상 봉선국민학교 설립 인가
- 1954년 7월 31일 봉선국민학교 개교
- 1967년 4월 1일 도서벽지학교 '을'급 지정
- 1986년 1월 1일 도서벽지학교 '다'급 조정
- 1991년 3월 1일 생영국민학교 분교장 격하 편입
- 1996년 3월 1일 생영초등학교 봉선분교 개편
- 2001년 1월 1일 도서벽지학교 '나'급 조정
- 2009년 3월 1일 폐교 및 생영초등학교 통폐합